# Shattuck
Shattuck is een plaats (town) in de Amerikaanse staat Oklahoma, en valt bestuurlijk gezien onder Ellis County.

## Demografie
Bij de volkstelling in 2000 werd het aantal inwoners vastgesteld op 1274.
In 2006 is het aantal inwoners door het United States Census Bureau geschat op 1218, een daling van 56 (-4,4%).

## Geografie
Volgens het United States Census Bureau beslaat de plaats een oppervlakte van
3,7 km², geheel bestaande uit land. Shattuck ligt op ongeveer 685 m boven zeeniveau.

## Plaatsen in de nabije omgeving
De onderstaande figuur toont nabijgelegen plaatsen in een straal van 32 km rond Shattuck.